# Antonio Beltrán Martínez
Antonio Beltrán Martínez (Sariñena, 6 de abril de 1916-Zaragoza, 29 de abril de 2006) fue un arqueólogo, historiador y profesor español, cronista oficial de la ciudad de Zaragoza desde 1998 hasta su fallecimiento. Fue catedrático de Prehistoria de la Universidad de Zaragoza. Entre otros reconocimientos, fue medalla de las Cortes de Aragón e hijo predilecto y medalla de Oro de Zaragoza.

## Biografía
Cursó los estudios primarios en Reus y los secundarios y universitarios en Valencia y Zaragoza. Doctor en Filosofía y Letras y licenciado en Derecho. Catedrático de Arqueología, Epigrafía y Numismática de Zaragoza desde 1949. Pasó a la cátedra de Prehistoria de la misma Universidad en 1981. Secretario, vicedecano y decano de la Facultad de Letras. Secretario general de la Universidad y profesor emérito desde su jubilación en 1985 hasta 1995.
Fundador y director del Museo Etnológico y de Ciencias Naturales de Aragón (1961-1974), en Zaragoza. Director del Museo Provincial de Zaragoza (1956-74) y más adelante director honorífico del mismo.
Fundador en 1943 del Museo Arqueológico Municipal de Cartagena, en el local del anterior Museo de la Real Sociedad Económica de Amigos del País y tomando como punto de partida sus mismas colecciones que fueron ampliadas con donaciones particulares y de procedencia heterogénea. También ejerció como su primer director (1945-1950).
Junto con Emeterio Cuadrado y Juan José Jáuregui Delgado, fueron los impulsores de los Congresos de Arqueología del Sudeste Español o CASE (1945-1950), uno de los fenómenos más singulares y de mayor significación de la Arqueología española contemporánea. La primera edición de este congreso se celebró en Cartagena en 1945, publicándose las actas de las reuniones en la revista Boletín Arqueológico del Sudeste Español. En 1949 adquirieron carácter nacional y pasaron a denominarse Congresos Nacionales de Arqueología celebrándose con periodicidad bianual en distintos puntos de la geografía española hasta el año 2003. Antonio Beltrán fue secretario general perpetuo de los Congresos Nacionales de Arqueología desde 1949.
Fue Comisario Provincial de Excavaciones Arqueológicas entre 1945 y 1949, Presidente de la Junta Superior de Excavaciones Arqueológicas y miembro del Consejo de Dirección de la Gran Enciclopedia Aragonesa.
Entre los legados que dejó a Zaragoza, se pueden citar el impulso que supo dar a las investigaciones arqueológicas y a la Ofrenda de Flores a la Virgen del Pilar como se realiza desde hace décadas, un acto religioso que se ha convertido en un elemento característico de la tradición zaragozana.
Durante su carrera profesional ocupó numerosos cargos y colaboró con importantes instituciones regionales, nacionales e internacionales, siendo destacada su pertenencia al Consejo Permanente y del Comité Ejecutivo de la Unesco, donde fue también asesor en arte rupestre.
Dirigió diversas revistas y publicaciones, además de ser autor de cerca de quinientos libros y artículos en España y el extranjero y conferenciante. En el terreno de la arqueología, dirigió importantes excavaciones, así como trabajos en cuevas con arte rupestre.
En 1974 llevó a cabo, junto al historiador José Miguel Alzola, por entonces presidente de El Museo Canario de Las Palmas de Gran Canaria, la primera investigación sistemática sobre el poblado prehispánico de la Cueva Pintada de Gáldar, en Gran Canaria.  Los dibujos precisos y las fotografías del yacimiento, las primeras a color del mismo, supusieron la divulgación pública del yacimiento, hoy en día uno de los más importantes de las islas Canarias.
Dirigió en 1989 las excavaciones del teatro romano de Caesaraugusta
El ámbito geográfico de estos trabajos ha sido Aragón, el Levante español y el sur de Francia. Los campos de investigación esenciales del profesor fueron los de Arte Rupestre Prehistórico, Numismática antigua, Epigrafía ibérica y Aragón en general.
Presidió desde 1995 hasta su fallecimiento la Academia Aragonesa de Gastronomía.

## Reconocimientos
- Medalla de Oro de la Ciudad de Zaragoza.
- Premio Aragón de Humanidades.
- Aragonés del año (1983, 1998).
- Encomienda con placa de la Orden Civil de Alfonso X El Sabio.
- Encomienda de la Orden de Cisneros.
- Cruz del Mérito Naval con distintivo blanco.
- Premio Martorell de Barcelona por el libro Los grabados del Barranco de Balos, Canarias.
- Premio Nacional de Prensa y Radio por emisiones culturales en Radio Zaragoza.
- Hijo Predilecto de Sariñena.19/06/1966
- Hijo Predilecto de Cartagena.[4]
- Palmas Académicas de Francia.
- Víctor de plata del Sindicato Español Universitario.
- Medalla de Oro de la Real Sociedad Económica de Amigos del País, de Cartagena.
- Cronista Oficial de Zaragoza (1998).
- «T» de Teruel de la Diputación Provincial;
- Mondonguero de honor de l’Albada, de la Almunia de Doña Godina.[1]
- Tiene un colegio y una plaza dedicados en Zaragoza.[5]
- Tiene una plaza dedicada en Cartagena, a la entrada del Museo Arqueológico Municipal de Cartagena.

### Bustos
Tras su fallecimiento el Ayuntamiento de Cartagena encargó a Francisco Alarte un busto de bronce. Se instaló el 19 de octubre de 2006 en la entrada del Museo Arqueológico Municipal de Cartagena, institución de la que fue impulsor y primer director.
El Ayuntamiento de Zaragoza también encargó un busto de bronce tras su fallecimiento, esta vez a Francisco Rallo Lahoz. Se instaló el 14 de mayo de 2007 en la plaza San Francisco mirando a la Universidad de Zaragoza, institución a la que dedicó gran parte de su vida. La obra tiene especial significado ya que fue la última que realizó el escultor Francisco Rallo. La culminó pocos días antes de morir, el 31 de enero de 2007.
Presenta al profesor, con gesto sereno, vestido con chaqueta y la característica pajarita que solía utilizar.